# Denise Milan
Denise Milan (São Paulo, 16 de julho de 1954) é uma artista plástica contemporânea e escultora brasileira com ascendência libanesa. Atua em diferentes mídias, trabalha com especialistas em ciência e tecnologia, antropologia, filosofia, literatura e música. Encontra na pedra seu eixo criativo, propõe interface entre a Arte e a Ciência. Seu trabalho abrange esculturas, arte pública, performance urbana, artes cênicas, ópera, poesia, artes plásticas, videoarte e arte multimídia.
Suas exposições e instalações foram apresentadas em várias instituições de renome, em diferentes locais e em museus de vários continentes. Entre eles: na América do Norte, em Nova York no P. S. 1, The Institute for Arts and Urban Resources – MoMA; em Chicago no dler Planetarium & Astronomy Museum; no Museu de Arte Contemporânea, no Chicago Cultural Center e em Washington, no Wilson Center; no John F. Kennedy Center para Artes Performáticas; na África, no Marrocos, durante COP22, DO-FEST no Emerson Collective (Marrakech); na Europa, na França, na Galerie d’Architecture (Paris); na Itália, no Palazzo del Monte Frumentário na Piazza del Angeli (Assis) e na Fondazione Berengo (Veneza); na América do Sul, no Brasil, no Pará na Casa das Onze Janelas; em Brasília, no Centro Cultural Banco do Brasil; na Bahia, Pelourinho, Praça das Artes, Cultura e Memória, Solar no Ferrão; em São Paulo, no MAM, no MASP, na 20ª, 21ª e 33ª Bienal de São Paulo; e em Rio Grande do Sul, em 10 espaços culturais da cidade de Porto Alegre, 13ª Bienal do Mercosul.

## Biografia

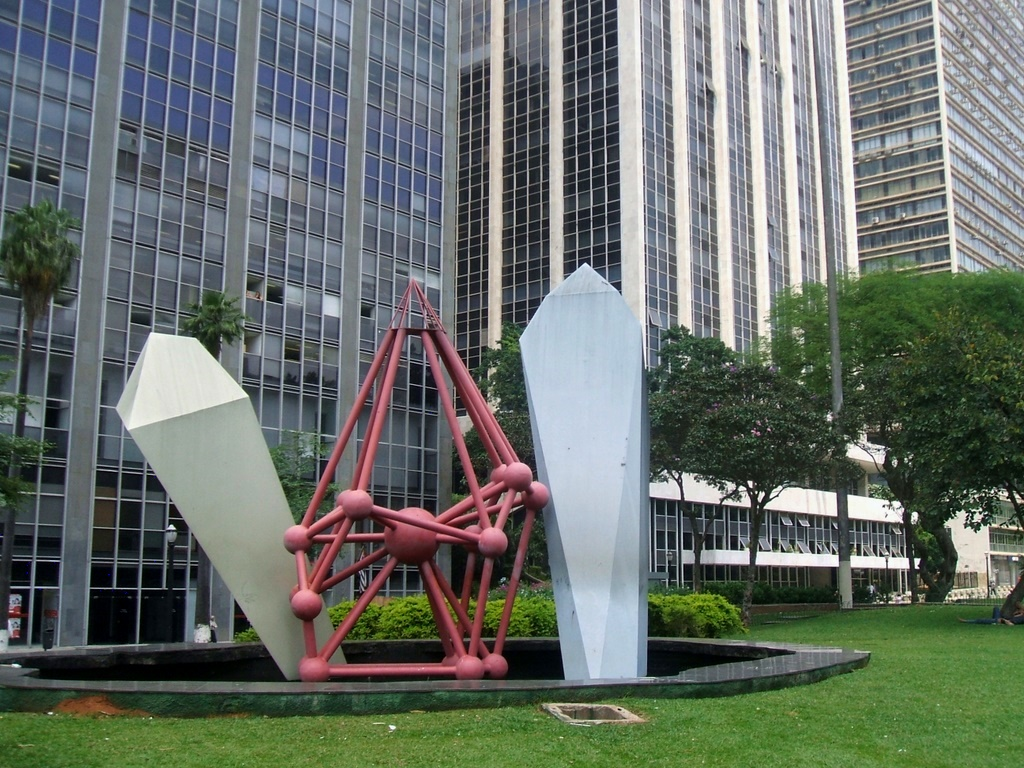
Drusa, 1992. Instalação permanente de Denise Milan.
(Vale do Anhangabaú, São Paulo).

Em 1981, mudou-se para Nova Iorque, o epicentro das artes naquele momento, onde expandiu seus conhecimentos de performance e teatro experimental com artistas e diretores da vanguarda. Fez curso das origens do drama e rituais na NYU – New York University, com Richard Schechner, um dos teóricos do teatro contemporâneo e diretor do Performing Garage. Acompanhou de perto as produções teatrais de diretores contemporâneos como Bob Wilson e Richard Foreman mas foi com Lee Breuer, diretor e fundador de Mabou Mines que Denise teve maior afinidade e irá convidar para trabalhar na codirecão da Ópera das Pedras, 2010, cujo libreto, escrito por ela, tem a pedra como protagonista. Retorna a Nova Iorque em 1988 para participar da primeira coletiva da sua instalação The Garden of Light junto com artistas líderes da vanguarda, Laurie Anderson e Nam June Paik.
Cada vez mais inspirada pela geometria árabe do casarão de sua infância, ela vai descobri-la nas cavernas de gemas brasileiras. A partir de 1988, a pedra – o cristal, passa a ser seu eixo criativo em projetos variados: arte pública, escultura, performance urbana, artes cênicas, ópera, poesia e videoarte. Denise decodifica o cristal e concebe o livro da Linguagem da Pedra, 2018, no qual, inspirada pela ciência e arte, desvela os signos abertos da Terra, em eterna mutação.

## Obra
A obra de Denise Milan contempla múltiplas linguagens. Da escultura à poesia, da gravura à vídeo-arte, performances e debates, integra os diversos fazeres num todo orgânico e coerente. Através da pedra, nos convida a adentrar a natureza, a enxergar em sua gênese, do caos à ordem, um paralelo com o processo artístico. Mais que a forma em si mesma, o processo de formação, mais que arte, como ponto de chegada, o caminho e os embates do caminho. Artista de projeção nacional e internacional, sua poética é permeada pelo universo mítico, por uma série de símbolos que evocam e despertam, como a pedra o faz, nossa memória ancestral.

## Prêmios
- 1988 Prêmio Revelação em Artes Visuais pela Associação Paulista de Críticos de Arte com a exposição Garden of Light;
- 1993 Prêmio Especial na Arquitetura e Arte pela Bienal de Arquitetura de Buenos Aires com a instalação Ventre da Vida, no metrô de São Paulo, Brasil;
- 2008 Prêmio Menção Honrosa em fotografia pela 1ª Bienal de Arte Contemporânea de Chapingo para a gravura digital "Sem Título" da exposição Ópera das Pedras;
- 2020 Prêmio Bonhams concedido a Unbreakable: Women in Glass em Melhor Projeto pela The Venice Glass Week;[14]

## Principais exposições e trabalhos

### Participações em Bienais
- 1989 Sectiones Mundi - 20ª Bienal de São Paulo - coautoria Ary Perez - curadoria Carlos von Schmidt (Internacional), Stella Teixeira de Barros (Nacional) e João Cândido Galvão (Eventos especiais) - Fundação Bienal de São Paulo, Pavilhão Ciccillo Matarazzo, Parque Ibirapuera, São Paulo, Brasil;[15]
- 1991 Gruta de Maquiné - 21ª Bienal de São Paulo - curadoria João Cândido Galvão - Fundação Bienal de São Paulo, Pavilhão Ciccillo Matarazzo, Parque Ibirapuera, São Paulo, Brasil;[16]
- 2008 Sem Título (gravura digital da exposição Ópera das Pedras) - 1ª Bienal de Arte Contemporânea de Chapingo - organização Juan Jorge Díaz Rivera - Universidad Autónoma de Chapingo, Chapingo, México;
- 2015 Tablets da Terra - Quem foi que disse que não existe amanhã? – curadoria Marcus de Lontra Costa - TRIO BIENAL, Bienal Tridimensional Internacional do Rio de Janeiro - Rio de Janeiro, Brasil;[17]
- 2018 Ilha Brasilis - 33ª Bienal de São Paulo: Afinidades Afetivas - curadoria Gabriel Pérez-Barreiro - Fundação Bienal de São Paulo, Pavilhão Ciccillo Matarazzo, Parque Ibirapuera, São Paulo, Brasil;[18][19][20]
- 2019 Ilha Brasilis - itinerância da 33ª Bienal de São Paulo: Afinidades Afetivas - curadoria Jacopo Crivelli Visconti - SESC Campinas, Campinas, Brasil;[21]
- 2019 Ilha Brasilis - itinerância da 33o Bienal de São Paulo: Afinidades Afetivas - curadoria Jacopo Crivelli Visconti - Museu Nacional da República, Brasília, D.F, Brasil;[22][23]
- 2022 TrincAr - 13o Bienal do Mercosul: trauma, sonho e fuga - Fundação Bienal de Artes Visuais do Mercosul - curadoria geral Marcello Dantas - Porto Alegre, Brasil;[24][25][26]

### Exposições Individuais Nacionais
- 1981 Independência só na Morte - Galeria São Paulo, São Paulo, Brasil;
- 1986 Luzes - curadoria Emilie Chamie - Museu de Arte Moderna de São Paulo (MAM-SP), São Paulo, Brasil;
- 1988 Garden of Light - curadoria Marcelo Kahns - Galeria São Paulo, São Paulo, Brasil;[27]
- 1993 A Via do Corpo - Galeria Nara Roesler, São Paulo, Brasil;
- 1997 Gênese - curadoria Silvia Meira - Museu de Arte de São Paulo Assis Chateaubriand (MASP), São Paulo, Brasil;[28]
- 2001 Mala da Virtualidade - coautoria Ary Perez - Between Two Infinites - Galeria Millan, São Paulo, Brasil;
- 2002 U Ura Muta Uê - Museu do Estado do Pará, Belém, Brasil;
- 2003 U Ura Muta Uê - Museu de Arte Sacra, Belém, Brasil;
- 2004 Caligrafia das Almas - curadoria Rosangela Marques de Britto - Museu de Arte Contemporânea da Universidade de São Paulo (MAC-USP), São Paulo, Brasil;[29]
- 2004 Caligrafia das Almas - curadoria Rosangela Marques de Britto - Espaço Cultural Casa das Onze Janelas, Belém, Brasil;
- 2011 Quartzoteca - A Linguagem Escondida das Pedras - curadoria Jorge Coli - Galeria Virgilio, São Paulo, Brasil;[30]
- 2014 Fumaça da Terra - curadoria Simon Watson e Izabel Pinheiro - Galeria Virgilio, São Paulo, Brasil;[31]
- 2016 ConCentração – curadoria Marcello Dantas, Galeria Lume, São Paulo, Brasil;[32][33]
- 2018 orDeNAção: DNA da Pedra – curadoria Marcello Dantas - Galeria Lume, São Paulo, Brasil;[34]
- 2022 Petrafagia - curador Gabriel Pérez-Barreiro - Dan Galeria Contemporânea, São Paulo, Brasil;[35]
- 2023 Útero Magmático - curadoria Dan Galeria - FAMA Museu: Dan Galeria Sala São Pedro, Itu, Brasil;[36]
- 2024 QuARTzoteka - curadoria Luiz Armando Bagolin - Biblioteca Brasiliana Guita e José Mindlin / Universidade de Sâo Paulo, São Paulo, Brasil;[37]
- 2024 Olhar Mater - Olho Mater: Rosewood São Paulo & DAN Galeria - curadoria Marc Pottier - Hotel Rosewood, São Paulo, Brasil;[38]
- 2024 Viagem ao Centro da Terra - curadoria Marcello Dantas - Farol Santander, São Paulo, Brasil;[39]

### Exposições Coletivas Nacionais
- 1984 A Voz do Brasil - 7º Salão Nacional de Artes Plásticas - curadoria Paulo Roberto Leal - Museu de Arte Moderna do Rio de Janeiro (MAM-RJ), Rio de Janeiro, Brasil;
- 1986 A Nova Dimensão do Objeto - curadoria Aracy Amaral - Museu de Arte Contemporânea da Universidade de São Paulo (MAC-USP), São Paulo, Brasil;
- 1986 O Dinossauro do Futuro  - 12 Artistas e 1 Computador - Museu da Casa Brasileira (MCB), São Paulo, Brasil;[40]
- 1987 Éden Elétrico - TRAGO - A TRAMA DO GOSTO: um outro olhar sobre o cotidiano - curadoria Sonia Fontanezi - Fundação Bienal de São Paulo, Pavilhão Ciccillo Matarazzo, Parque Ibirapuera, São Paulo, Brasil;[41]
- 1988 Cristaluz - 19º Panorama da Arte Atual Brasileira: Formas Tridimensionais - organização Francisco Zorzete, Maria Alice Milliet e Emilie Chamie - Museu de Arte Moderna de São Paulo (MAM-SP), São Paulo, Brasil;[42]
- 1991 Gruta de Maquiné - site specific - 21ª Bienal de São Paulo - curadoria João Cândido Galvão - Fundação Bienal de São Paulo, Pavilhão Ciccillo Matarazzo, Parque Ibirapuera, São Paulo, Brasil;[43]
- 2009 Ampliação do Olhar - vídeo Uma grande Pedra Azul, Terra e impressão sobre alumínio Pedra Azul - Palácio dos Bandeirantes, São Paulo, Brasil;[44]
- 2009 Era uma vez: Arte Conta Histórias do Mundo, ilustrações para o livro Contos que Brotam das Florestas – Na trilha dos Irmãos Grimm, de Katia Canton, 1997 - curadoria Katia Canton - Centro Cultural Banco do Brasil (CCBB), São Paulo, Brasil;[45]
- 2009 Era uma vez: Arte Conta Histórias do Mundo, ilustrações para o livro Contos que Brotam das Florestas – Na trilha dos Irmãos Grimm, de Katia Canton, 1997 - curadoria Kátia Canton - Museu de Arte Contemporânea do Centro Dragão do Mar de Arte e Cultura (MAC Dragão do Mar), Fortaleza, Brasil;[45]
- 2012 Galeria Virgílio 10 anos - curadoria Douglas de Freitas - Galeria Virgílio, São Paulo, Brasil;[46]
- 2014 O Ciclo do Ouro, Destruição e Ressurgimento - Ouro - O Fio que Costura a Arte do Brasil - curadoria Marcello Dantas - Centro Cultural Banco do Brasil (CCBB), Rio de Janeiro, Brasil;[47]
- 2014 Sonhando... - Ouro - O Fio que Costura a Arte do Brasil - curadoria Marcello Dantas - Centro Cultural Banco do Brasil (CCBB), Rio de Janeiro, Brasil;[48]
- 2017 Ilha Brasilis - MAC USP no Século XXI: A Era dos Artistas - Parte 1 - curadoria Katia Canton - Museu de Arte Contemporânea da Universidade de São Paulo (MAC-USP), São Paulo, Brasil;[49]
- 2019 Pai-Chão - 6º CompartiArte - curadoria Angela Akagawa e Cleusa Garfinkel (consultoria Agnaldo Faria) - Centro Brasileiro Britânico (CBB), São Paulo, Brasil;[50]
- 2020 Evolução: do Caos à Ordem - Mulheres à Frente - curadoria Paula Braga - DAN Galeria, São Paulo, Brasil;[51]
- 2020 Banquete da Terra - Janela CASACOR 2020: Denise Milan - Banquete da Terra - curadoria Livia Pedreira (CasaCor) e Marcello Dantas (Banquete da Terra) - iluminação Guinter Parschalk - Dan Galeria, São Paulo, Brasil;[52]
- 2020 Coluna do Tempo I - MACS visita o Lago Azul - curadoria Cristina Delanhesi - Condomínio Lago Azul, Araçoiaba da Serra, Brasil;
- 2022 Entes Pétreos - As mais altas torres começam no solo (Tomo I - Alicerce) - curadoria Fernando Mota - DAN Galeria Contemporânea, São Paulo, Brasil;[53]
- 2023 Pedras Vivas - Pedra Viva: Serra da Capivara - O Legado de Niéde Guido - curadoria Guilherme Wisnik - Museu Brasileiro de Escultura e Ecologia (MuBE), São Paulo, Brasil;[54]
- 2024 Brasil, luz da Terra - Fullgás - artes visuais e anos 1980 no Brasil - curadoria Raphael Fonseca - Centro Cultural Banco do Brasil (CCBB - Rio de Janeiro), Rio de Janeiro, Brasil;[55]
- 2025 Brasil, luz da Terra - Fullgás - artes visuais e anos 1980 no Brasil - curadoria Raphael Fonseca - Centro Cultural Banco do Brasil (CCBB-Brasília), Brasília, Brasil;[55]
- 2025 Brasil, luz da Terra - Fullgás - artes visuais e anos 1980 no Brasil - curadoria Raphael Fonseca - Centro Cultural Banco do Brasil (CCBB-São Paulo), São Paulo, Brasil;[56]

### Exposições Individuais Internacionais
- 1995 Cadumbra, poema escultórico - instalação na janela e no elevador - Art in General, Nova Iorque, Estados Unidos;
- 2002 Genetic Blue Stone - instalação e poema - curadoria Alicia Adams - The John F. Kennedy Center for the Performing Arts (The Kennedy Center), Washington, D.C., Estados Unidos;[57]
- 2002 Between two Infinites - coautoria Ary Perez - curadoria Wendy Woon - Museum of Contemporary Art, Chicago, Estados Unidos;[58]
- 2012 Mist of the Earth - curadoria Nathan Mason e Simon Watson (in-house curator) - Chicago Cultural Center, Chicago, Estados Unidos;[carece de fontes?]
- 2012 Into the Realm of Love and Forgiveness: The Language of Stones - curadoria Franca de Valério - Palazzo del Monte Frumentario, Assis, Itália;[10]
- 2015 Mist of the Earth - curadoria Simon Watson - Brazil Institute, Wilson Center, Washington, D.C, Estados Unidos;[59]
- 2016 Mist of the Earth - curadoria Simon Watson - Biblioteca J. Willard Marriott (M LIB), Utah University, Salt Lake City, Estados Unidos;[60]
- 2016 Mist of the Earth - curadoria Simon Watson - Brigham Young University (BYU), Provo, Estados Unidos;[61]
- 2016 Cosmogênese e Mist of the Earth - curadoria Jennifer Eagleton e Naomi Moniz - Georgetown University, Washington, D.C., Estados Unidos;[62]
- 2016 Womb Triptych: Earth Womb, Oceanic Womb, Cosmic Womb - Emerson Elemental DO-FEST, COP 22, Marraquexe, Marrocos;[63]
- 2024 Mist of the Earth - Visual Arts Gallery, Governors State University, Chicago, Estados Unidos;[64]
- 2024 Stars (série de Mist of the Earth) - artista inaugural da coleção Encounters MIT.nano - curadoria Vladimir Bulović - STUDIO.nano, MIT.nano, Cambridge, Estados Unidos;[65]
- 2025 El Lenguaje de las piedras - Galeria Zielinsky, Barcelona, Espanha;[66]

### Exposições coletivas Internacionais
- 1983 Martírio das Delícias - Nova Mulher - Barbican Centre, Londres, Inglaterra;
- 1988 Garden of Light - Brazil Projects - curadoria MoMA PS1 e Sociedade Cultural Arte Brasil - MoMA PS1, Nova Iorque, Estados Unidos;[67]
- 1990 Vértebras do Tempo - Expo'90 - The International Garden and Greenery Exposition, Pavilhão do Brasil - Nature and Landscape - curadoria Japan Association for the International Garden and Greenery Exposition □ Parque Tsurumi Ryokuchi, Osaka, Japão;[68]
- 1991 The Origin - The 7th Henry Moore Grand Prize Exhibition - The Utsukushigahara Open-Air Museum, Hakone, Japão;
- 1994 Womb of Life - Art at the Metro: São Paulo/Brazil - Powell Station, São Francisco, EUA;
- 2000 Magma e Ar Sólido □ instalação e escultura - coautoria Ary Perez - Expo 2000 - Exposição Universal: Humanidade, natureza e tecnologia - origem de um novo mundo, Pavilhão do Brasil - curadoria Bia Lessa - Hanover, Alemanha;[69]
- 2001 Portable Sculpture - coautoria Ary Perez - ISC Collection IV - Sculpture at the End of the 20th Century - Wood Street Gallery, Chicago, Estados Unidos;
- 2001 Portable Sculpture - coautoria Ary Perez - ISC Collection IV - Sculpture at the End of the 20th Century - Museum of Outdoor Arts (MOA), Denver, Estados Unidos;
- 2002 Americas’ Cosmic Courtyard - coautoria Ary Perez - 2001. Building for Space Travel - curadoria John Zukowsky - The Art Institute of Chicago, Chicago, Estados Unidos;
- 2002 Americas’ Cosmic Courtyard - coautoria Ary Perez - 2001. Building for Space Travel - curadoria John Zukowsky - Seattle Museum of Flight, Seattle, Estados Unidos;
- 2003 Americas’ Cosmic Courtyard - coautoria Ary Perez - 2001. Building for Space Travel - curadoria John Zukowsky - International Airport Museum, San Francisco, Estados Unidos;
- 2007 Amazon and Danshui Rivers, Waters that Feed Life [Rios Amazonas e Danshui, Águas que Alimentam a Vida] - coautoria Ary Perez - Guandu International Outdoor Sculpture Festival - Guandu Nature Park, Taipei, Taiwan;[70]
- 2008 IF - coautoria Ary Perez - DRiFT - Waterloopbos: art in nature laboratory - curadoria Karin Van Der Molen e Pat Van Boeckel - The Waterloopbos, Hydraulic Laboratory Kielzog, Marknesse, Holanda;[71]
- 2011 Ópera das Pedras - Videoarte Invisible 9 – videoarte de Ópera das Pedras - Centro Cultural Fabrica, Treviso, Itália;[72]
- 2017 Journey of the Soul - Wisdom & Nature - PHILLIPS - Le Ciel Foundation, Londres, Inglaterra;[73]
- 2017 Journey of the Soul - Wisdom & Nature - PHILLIPS - Le Ciel Foundation, Paris, França;[73]
- 2017 Journey of the Soul - Wisdom & Nature - PHILLIPS - Le Ciel Foundation, Nova Iorque, Estados Unidos;[73]
- 2019 Banquete da Terra – Glasstress 2019 - curadoria Vik Muniz e Koen Vanmechelen - Fondazione Berengo Art Space, Veneza, Itália;[74]
- 2020 Banquete da Terra - instalação - Unbreakable: Women in Glass - curadoria Nadja Nomain e Koen Vanmechelen - Fondazione Berengo Art Space, Veneza, Itália;[75]

### Participações em feiras de arte
- 2013 SP-Arte 2013 - Galeria Virgílio - Pavilhão da Bienal, Parque Ibirapuera, São Paulo, Brasil;
- 2015 SP-Arte 2015 - Galeria Rabieh - Pavilhão da Bienal, Parque Ibirapuera, São Paulo, Brasil;
- 2015 10ª SP-Arte - Open Plan - Pavilhão da Bienal, Parque Ibirapuera, São Paulo, Brasil;
- 2016 SP-Arte 2016 - Galeria Lume - Pavilhão da Bienal, Parque Ibirapuera, São Paulo, Brasil;
- 2017 SP-Arte 2017 - Galeria Lume - Pavilhão da Bienal, Parque Ibirapuera, São Paulo, Brasil;
- 2018 SP-Arte 2018 - Galeria Lume - Pavilhão da Bienal, Parque Ibirapuera, São Paulo, Brasil;
- 2019 SP-Foto 2019 - Galeria Lume - ARCA, São Paulo, Brasil;[76]
- 2019 SP-Arte 2019 - Galeria Lume - Pavilhão da Bienal, Parque Ibirapuera, São Paulo, Brasil;
- 2020 SP-Arte 365 Viewing Room - DAN Galeria (edição virtual);[77]
- 2020 ArtRio 2020 - DAN Galeria - Marina da Glória, Rio de Janeiro, Brasil;[78]
- 2022 SP-Arte 2022 - DAN Galeria Contemporânea - Pavilhão da Bienal, Parque Ibirapuera, São Paulo, Brasil;
- 2022 SP-Arte Rotas Brasileiras 2022 - DAN Galeria Contemporânea - ARCA, São Paulo, Brasil;[79]
- 2022 Art Expo Chicago, Spring 2022 - Contemporary & Modern Art Expo - DAN Galeria Contemporânea - Navy Pier, Chicago, Estados Unidos;[80]
- 2023 ArtRio 2023 (13a edição da Feira de Arte do Rio de Janeiro) - Dan Galeria Contemporânea - Marina da Glória, Rio de Janeiro, Brasil;[81]
- 2023 SP-Arte 2023 - Dan Galeria - Pavilhão da Bienal, Parque Ibirapuera, São Paulo, Brasil;[82]
- 2023 ArPa 2023 - Dan Galeria - Complexo do Pacaembu, São Paulo, Brasil;[83]
- 2023 Abu Dhabi Art Fair 2023 - DAN Galeria Contemporânea - Manarat Al Sadiyaat, Abu Dhabi, Emirados Árabes Unidos;[84]
- 2024 SP-Arte 2024 - DAN Galeria Contemporânea - Pavilhão da Bienal, Parque Ibirapuera, São Paulo, Brasil;[85]
- 2024 ArtRio 2024 - DAN Galeria Contemporânea - Marina da Glória, Rio de Janeiro, Brasil;[86]
- 2024 Art Basel Miami Beach 2024 - DAN Galeria Contemporânea - Convention Center Drive, Miami Beach, EUA;[87]
- 2025 ZSONAMACO 2025 - Galeria Zielinsky - Centro Citibanamex, Ciudad de México, México;[88]
- 2025 ARCOmadrid 2025 - Galeria Zielinsky - IFEMA, Madrid, Espanha;[89][90]
- 2025 SP-Arte 2025 - DAN Galeria Contemporânea - Pavilhão da Bienal, Parque Ibirapuera, São Paulo, Brasil[91]
- 2025 ARCOlisboa 2025 - Galeria Zielinsky - Cordoaria Nacional, Madrid, Espanha;[92]

### Arte Pública
- 1988 Sectiones Mundi - coautoria Ary Perez - Jardim das Esculturas, Museu de Arte Moderna de São Paulo (MAM-SP), Parque Ibirapuera, São Paulo, Brasil;[93]
- 1991 Drusa - coautoria Ary Perez - Vale do Anhangabaú, Centro histórico de São Paulo, São Paulo, Brasil;[94]
- 1993 Ventre da Vida - coautoria Ary Perez - Estação Clínicas do Metrô, São Paulo, Brasil;[95]
- 1994 Palas Atena - coautoria Ary Perez - Escola Politécnica da Universidade de São Paulo (Poli-USP), Cidade Universitária (USP Campus), São Paulo, Brasil;[96]
- 1998 Americas’ Courtyard [Pátio das Américas] (instalação temporária) - coautoria Ary Perez - Millennium Park, Chicago, Estados Unidos;[97]
- 1999 Redenção do Pelourinho - instalação permanente - Centro Cultural Solar Ferrão, Praça das Artes, Cultura e Memória, Salvador, Brasil;[98]
- 1999 Americas' Courtyard Reincarnation [Reencarnação do Americas' Courtyard] - Coautoria Ary Perez - Museum Campus, Adler Planetarium, Chicago, Estados Unidos;[99]
- 2002 U Ura Muta Uê [O Que Vem de Outro Lugar] - Jardim Feliz Lusitânia, Espaço Cultural Casa das Onze Janelas, Belém, Brasil;[100]
- 2003 Améfrica - Centro Cultural do Banco do Brasil (CCBB-Brasília), Brasília, D.F., Brasil;[101]
- 2005 Entes - SESC Ipiranga, São Paulo, Brasil;[102]
- 2006 Metamorfose - coautoria Ary Perez - Jardim de Esculturas, Planetário Municipal do Carmo - Professor Acácio Riberi, Parque do Carmo - Olavo Egydio Setubal, São Paulo, Brasil;
- 2006 Pátio das Américas - coautoria Ary Perez - SESC Interlagos, São Paulo, Brasil;[103]
- 2006 Entes Pétreos - instalação da exposição Ópera das Pedras - cenografia Ary Perez - SESC Pinheiros, São Paulo, Brasil;[104]
- 2008 Entes Pétreos, Cenas Pétreas e Olho Quartzo - instalação da exposição Ópera das Pedras - cenografia Ary Perez - SESC Santo André, São Paulo, Brasil;[105]
- 2010 Olho da Terra - anexo escultórico de Améfrica - Centro Cultural do Banco do Brasil (CCBB-Brasília), Brasília, D.F., Brasil;[106]
- 2016 Ventre Oceânico [Oceanic Womb] - COP 22, Marraquexe, Marrocos;[107]

### Instalação permanente
- 1992 Um Furo no Espaço - coautoria Ary Perez - A Sedução dos Volumes - Os Tridimensionais do MAC - curadoria Daisy Peccinini - Museu de Arte Contemporânea da Universidade de São Paulo (MAC-USP), São Paulo, Brasil;[108]
- 1999 Tempos da Cura - coautoria Ary Perez - Hospital Albert Einstein, São Paulo, Brasil;
- 2002 Genetic Blue Stone - Embaixada do Brasil em Washington, Washington, D.C., Estados Unidos;[109]
- 2009 Planitude - coautoria Ary Perez - Instituto Fleury - Sede Administrativa, São Paulo, Brasil;
- 2012 Mandala de Pedra - Piazza Santa Maria degli Angeli, Assis, Itália;[10]

### Site-specific
- 2007 Amazon and Danshui Rivers, waters that feed life [Rios Amazonas e Danshui, Águas que Alimentam a Vida] - site-specific - coautoria Ary Perez - Guandu Nature Park, Taipei, Taiwan;[70]
- 2017 Ilha Brasilis - MAC USP no Século XXI: A Era dos Artistas - Parte 1 - curadoria Katia Canton - Museu de Arte Contemporânea da Universidade de São Paulo (MAC-USP), São Paulo, Brasil;[49]
- 2021 Banquete da Terra - Parque Artístico-Botânico, Usina de Arte, Água Preta, Pernambuco, Brasil;[52]

### Arte-educação
- 2002 Exploring Americas’ Courtyard - programa de educação - coautoria Ary Perez - The Art Institute of Chicago, Chicago, Estados Unidos;[97]
- 2010 Cortejo das Vidas Preciosas - evento comemorativo do fim do projeto de arte-educação Espetáculo da Terra na comunidade de Heliópolis - Produção SESC Ipiranga;
- 2011 Espetáculo da Terra - projeto de arte-educação para comunidades de Heliópolis, Grajaú e Jaguaré da cidade de São Paulo - Produção SESC Ipiranga;
- 2011 Cortejo das Vidas Preciosas - evento comemorativo do fim do projeto de arte-educação Espetáculo da Terra nas comunidades de Heliópolis, Grajaú e Jaguaré - Produção SESC Ipiranga;
- 2012 Espetáculo da Terra - projeto de arte-educação para comunidades de Heliópolis, Interlagos, Osasco, Jaguaré, Santana e Itaquera da cidade de São Paulo - Produção SESC Ipiranga;
- 2012 Cortejo das Vidas Preciosas - evento comemorativo do fim do projeto de arte-educação Espetáculo da Terra nas comunidades de Heliópolis, Interlagos, Osasco, Jaguaré, Santana e Itaquera - Produção SESC Ipiranga;
- 2013 Espetáculo da Terra - projeto de arte-educação para comunidades da cidade de São Paulo - Produção UNAS Heliópolis e Região e estúdio Denise Milan Produções;[110]

- 2013 Cortejo das Vidas Preciosas - evento comemorativo do fim do projeto de arte-educação Espetáculo da Terra na comunidade de Heliópolis - Produção UNAS Heliópolis e Região e estúdio Denise Milan Produções;[110]
- 2014 Espetáculo da Terra - projeto de arte-educação para comunidades da cidade de São Paulo - Produção UNAS Heliópolis e Região e estúdio Denise Milan Produções;[111]
- 2014 Cortejo das Vidas Preciosas - evento comemorativo do fim do projeto de arte-educação Espetáculo da Terra na comunidade de Heliópolis - Produção UNAS Heliópolis e Região e estúdio Denise Milan Produções;[111]
- 2015 Espetáculo da Terra - projeto de arte-educação para comunidades da cidade de São Paulo - Produção UNAS Heliópolis e Região e estúdio Denise Milan Produções;[112]
- 2015 Cortejo das Vidas Preciosas - evento comemorativo do fim do projeto de arte-educação Espetáculo da Terra na comunidade de Heliópolis - Produção UNAS Heliópolis e Região e estúdio Denise Milan Produções;[112]
- 2016 Espetáculo da Terra - projeto de arte-educação para comunidades da cidade de São Paulo - Produção UNAS Heliópolis e Região e estúdio Denise Milan Produções;[113]
- 2016 Cortejo das Vidas Preciosas - evento comemorativo do fim do projeto de arte-educação Espetáculo da Terra na comunidade de Heliópolis - Produção UNAS Heliópolis e Região e estúdio Denise Milan Produções;[113]
- 2017 Série de matérias dedicadas ao trabalho de arte-educação Espetáculo da Terra - lançamento de edição especial - criação de Denise Milan - Cadernos SESC de Cidadania - SESC, São Paulo, Brasil;[114]
- 2017 Espetáculo da Terra - projeto de arte-educação para comunidades da cidade de São Paulo - Produção UNAS Heliópolis e Região e estúdio Denise Milan Produções;[115]
- 2017 Cortejo das Vidas Preciosas - evento comemorativo do fim do projeto de arte-educação Espetáculo da Terra na comunidade de Heliópolis - Produção UNAS Heliópolis e Região e estúdio Denise Milan Produções;[115]
- 2018 Espetáculo da Terra - visita guiada da artista a grupo de crianças contempladas pelo projeto à instalação Ilha Brasilis, exposta no MAM-SP - Produção UNAS Heliópolis e Região e estúdio Denise Milan Produções;[116]

### Arte em Diferentes Momentos

#### Videoarte, poema e CD
- 1981 Roda Moinho - fragmento do longa metragem Um Laço de Inspiração e Morte - poema Denise Milan - música Naná Vasconcelos - 7th Annual lthaca Video Festival - New York State Council on the Arts, Nova Iorque, Estados Unidos;[117]
- 1983 Trayra Boia - poema Denise Milan - música Naná Vasconcelos - gravação do CD Codona 3, Nova Iorque, Estados Unidos;[118]
- 2003 Galáxia Haroldo - leitura de poemas - homenagem a Haroldo de Campos - Teatro da PUC, São Paulo, Brasil;[119]
- 2011 Ópera das Pedras – Recital - recital e lançamento do CD - SESC São Paulo, São Paulo, Brasil;
- 2024 Das Américas para Todo Planeta Azul - roteiro Denise Milan □ direção James Choi - USP Pensa Brasil 2024 - COP 30: Desafios para o Brasil - Auditório István Jancsó, Biblioteca Brasiliana Guita e José Mindlin, Universidade de São Paulo (USP), São Paulo, Brasil;[120]

#### Teatro
- 1982 O Baile da Ilha Fiscal - direção teatral - Teatro SESC Pompéia e Teatro de Cultura Artística, São Paulo, Brasil;[121]
- 1997 Pequeno Oratório do Poeta para o Anjo, de Neide Arcanjo - direção de leitura - Teatro Maria Della Costa, São Paulo, Brasil;[122]
- 2003 Os Sertões – O Homem de Euclides da Cunha - cenário de O Homem 1 - Teatro Oficina, São Paulo, Brasil;[123]
- 2004 Ciranda dos Ossos - performance - U Ura Muta Uê □ Museu de Arte Sacra, Belém, Brasil;
- 2005 Mito de Origem - seminário Gemas da Terra: imaginação estética e hospitalidade - curadoria Denise Milan (curadora), Olgária Chain Feres Matos (co-curadora) - SESC Vila Mariana, São Paulo, Brasil;[124] 2010 Ópera das Pedras – O Espetáculo da Terra - ópera contemporânea - criação e direção Denise Milan; codireção Lee Breuer; composições Marco Antônio Guimarães, Clarice Assad, Naná Vasconcelos, André Mehmari - SESC Ipiranga, São Paulo, Brasil;[125]
- 2021 Sem título - performance de abertura da exposição Banquete da Terra - Usina de Arte - Água Preta, Pernambuco, Brasil;[126]

#### Palestras, Entrevistas e Seminários
- 1995 Arte Pública: um olhar brasileiro - curadoria e palestra - 1º Seminário Internacional de Arte Pública - coordenação SESC e USIS - SESC Consolação, São Paulo, Brasil;[127]
- 1996 Public Art Proposes a Revitalization for the Plazas of Sao Paulo - The 4th International Congress of Educating Cities - conferencista - The Arts and Humanities as Agents for Social Change, Chicago, Estados Unidos;
- 1996 Junction – Seminário de Arte Pública - conferencista - Metropolitano de Lisboa, Lisboa, Portugal;
- 1996 Tradições e Traduções - curadoria e palestra - 2º Seminário Internacional de Arte Pública - organização SESC, USIS e União Cultural Brasil – Estados Unidos - SESC Vila Mariana, São Paulo, Brasil;
- 1996 Relato de experiências - palestra - 1° Simpósio de Arte Pública e Espaço Urbano - organização Secretaria Municipal de Cultura /Prefeitura Municipal de Porto Alegre - Usina do Gasômetro, Porto Alegre, Brasil;
- 1998 Arte Pública - palestra - Encontro de Secretários Municipais de Cultura do Estado do Paraná - coordenação Secretaria de Estado da Cultura/Governo do Estado do Paraná - Universidade do Professor, Faxinal do Céu, Curitiba, Brasil;
- 1998 Arte Pública - palestra - organização Programa de Pós-graduação em Artes Visuais da Universidade Estadual Paulista (UNESP) - Instituto de Artes, São Paulo, Brasil;
- 1999 Intervenção no Espaço Urbano: O Papel da Arte Pública - conferencista - VII Mercado Cultural - Casa Via Magia, Salvador, Brasil;
- 2002 Americas’ Courtyard - palestra com Greg Cameron e Phyllis Pitluga - coautoria Ary Perez - Adler Planetarium & Astronomy Museum, Chicago, Estados Unidos;
- 2002 Mala da Virtualidade - coautoria Ary Perez - assinatura de livro e conferência - Americas’ Courtyard - exposição individual - Adler Planetarium & Astronomy Museum, Chicago, Estados Unidos;
- 2002 Arte Pública - palestra - Museu do Estado do Pará (MEP), Salão transversal, Belém, Brasil;
- 2004 Bate-papo com Greg Cameron e Denise Milan – transcrição do evento ao vivo, UOL - Universo Online, São Paulo, Brasil;[128]
- 2005 O ovo de pedra azul: em meio à diversidade, um embrião de unificação - curadoria, palestra - Gemas da Terra: imaginação estética e hospitalidade - cocuradoria Olgária Matos - SESC Vila Mariana, São Paulo, Brasil;[129]
- 2008 Arte com raíz en la tierra - palestra - 1ª Bienal de Arte Contemporânea de Chapingo - Juan Jorge Díaz Rivera (Org.) - Universidad Autónoma de Chapingo, Chapingo, México;
- 2008 A Arte de ser intérprete da natureza - palestra - Poéticas da Natureza - coordenação Katia Canton - Museu de Arte Contemporânea da Universidade de São Paulo (MAC-USP), São Paulo, Brasil;[130]
- 2009 Ópera das Pedras - palestra - XIX Seminário Schenberg – Arte e Ciência - VI Congresso de Estética e História e da Arte - Faculdade de Administração, Economia e Contabilidade e Escola de Comunicação e Artes da Universidade de São Paulo (USP), São Paulo, Brasil;[carece de fontes?]
- 2011 A Pedra Azul - lançamento e leitura dramatizada com Wellington Nogueira - Teatro Eva Herz, na Livraria Cultura, Conjunto Nacional, São Paulo, Brasil;
- 2012 Into the Realm of Love and Forgiveness: The Language of Stones - Global Gathering, Fetzer Institute - palestra - Palazzo del Monte Frumentario, Assis, Itália;[10]
- 2012 Mist of the Earth - experiência de criatividade eco-ativista - Chicago Cultural Center, Chicago, Estados Unidos;
- 2012 Mist of the Earth: Gallery Talk - palestra com Greg Cameron e Ronne Hartfield - Chicago Cultural Center, Chicago, Estados Unidos;[carece de fontes?]
- 2013 Arte Pública Brasileira – Paralelos entre as origens e o século XXI - palestra - Centro Cultural b_arco, São Paulo, Brasil;[131]
- 2013 Ópera das Pedras - entrevista em programa de rádio - Relevant Notes, Chicago, Estados Unidos;[132]
- 2013 A Linguagem das Pedras: um chão comum - palestra, coordenação e organização - Diálogo das Civilizações - ciclo de palestras internacionais - cocoordenação Olgária Matos - Biblioteca Mário de Andrade (BMA) e Tenda Cultural Ortega y Gasset, Pró-Reitoria de Cultura e Extensão Universitária da Universidade de São Paulo (PRCEU-USP), São Paulo, Brasil;[133]
- 2015 Mist of the Earth: Art and Sustainability - palestra - Denise Milan artista multimedia; Luiz Alberto Figueiredo Machado, embaixador do Brasil nos Estados Unidos; Manuela Mena, curadora merit de pintura do século XVIII e Goya no Museu do Prado; Naomi Moniz, professora emérita da Georgetown University; Thomas Lovejoy, Senior Fellow da United Nations Foundation e professor da George Mason University; Brazil Institute and ECSP Advisory Board Member, Paulo Sotero Director, Brazil Institute - Wilson Center, Washington, D.C., Estados Unidos;
- 2015 Language of the Stones: a common ground - palestra - Biblioteca J. Willard Marriott (M LIB), Universidade de Utah, Salt Lake City, Estados Unidos;[134]
- 2015 Language of the Stones: a common ground - palestra com Jerome Friedman, Jeffreen M. Hayes e Naomi Moniz - Emerald Planet TV Program, Washington, D.C., Estados Unidos;
- 2016 Language of the Stones: a common ground - palestra - Brigham Young University (BYU), Salt Lake City, Estados Unidos;[61]
- 2016 Language of the Stones: a common ground - palestra com Jean Galard - Georgetown University, Washington, D.C, Estados Unidos;
- 2016 Ópera das Pedras-Primeiras Vozes: Uma Cosmogonia Fantástica - colóquio - participação Jean Galard - Embaixada Brasileira em França, Paris, França;
- 2016 Language of Stone: a common ground  □ uma conversa com CI e chairman Peter Seligman e Denise Milan, a Natureza traz lições de como o mundo poderia se estruturar □ Emerson Elemental DO-FEST, COP 22, Marraquexe, Marrocos;
- 2016 Painel sobre sua exposição Mist of the Earth com palestrantes multidisciplinares: Jerome Friedman, MIT, Physics, Nobel 1990; Naomi Moniz, GU, cultural studies, Peter Seligman, Conservation International, founder, Chair □ palestra □ Georgetown University, Washington, D.C, Estados Unidos;[62]
- 2017 Encontro Denise Milan e Carl Fillion: Discussão sobre processo criativo da peça As Aventuras de Agrégora - coautoria Carl Fillion - Galeria Lume, São Paulo, Brasil;
- 2018 Pedra: linguagem e performance - palestra - Laboratório de Imagem e Som em Antropologia (Lisa) e no Núcleo de Artes Afro-Brasileiras - evento Na pedra em performance: criações 8 - Núcleo de Antropologia, Performance e Drama (Napedra) - Universidade de São Paulo (USP), São Paulo, Brasil;[135]
- 2018 Arte e Natureza - palestra - IX Congresso Brasileiro de Unidades de Conservação (CBUC) - Fundação Grupo Boticário de Proteção à Natureza e Conservation International - Centrosul, Florianópolis, Brasil;[136]
- 2018 O mediterrâneo entre Oriente e Ocidente: formação cultural e história do mundo - ciclo de palestras internacionais - Diálogo das Civilizações - coordenação Denise Milan e Olgária Matos - Biblioteca Mário de Andrade, São Paulo, Brasil;
- 2022 The Circle of Gold, Destruction and Renewal [O Ciclo do Ouro, Destruição e Ressurgimento] e Earth, the Blue Stone - empréstimo de obras/conversa com a artista - Denise Milan: The Language of Stones - The Nathan Manilow Sculpture Park (Governors State University), Chicago, Estados Unidos;[137]
- 2022 Generative Multilogue - mentoria das artistas da exposição Generative Multilogue - Art Expo Chicago, Nay Pier, Chicago, Estados Unidos;[138]
- 2022 Petrafagia - visita guiada à exposição pela artista com a participação de Julio Landmann - Dan Galeria Contemporânea, São Paulo, Brasil;[35]
- 2024 Mist of the Earth - Meet the artist: Artist’s talk - Visual Arts Gallery, Governors State University, Chicago, Estados Unidos;[139]
- 2024 A QuARTzoteka de Denise Milan e o drama da matéria na formação geológica do nosso planeta - palestra com a participação de Julio Landmann, Denise Milan, Sônia Maria Barros de Oliveira e Luiz Armando Bagolin - Biblioteca Brasiliana Guita e José Mindlin, Universidade de São Paulo (USP), São Paulo, Brasil;[37]
- 2024 Mist of the Earth - palestra inaugural da exposição Encounters - STUDIO.nano, MIT.nano - Cambridge, Estados Unidos;[65]

#### Documentário
- 2012 Caverna Luminosa - entrevista - Television America Latina (TAL) e Pacto Filmes - São Paulo, Brasil;[140]
- 2017 Denise Milan e a linguagem das pedras - entrevista - O Beijo: portal de artes visuais e teatro - São Paulo, Brasil;[141]

#### Meio ambiente
- 2000 Tombamento pelo IPHAN da pedra de quartzo verde com inscrições rupestres e idade superior a dois milhões de anos - Secretaria de Cultura do Estado da Bahia ação Ambiental, Jacobina, Brasil;

#### Instalações
- 1990 Vértebras do Tempo - Expo'90 - The International Garden and Greenery Exposition, Pavilhão do Brasil - Nature and Landscape - curadoria Japan Association for the International Garden and Greenery Exposition □ Parque Tsurumi Ryokuchi, Osaka, Japão;[68]
- 1995 São Paulo, Urbe Cristalina - instalação para o programa Metrópolis - TV Cultura, São Paulo, Brasil;
- 2006 Entes Pétreos - instalação da exposição Ópera das Pedras - cenografia Ary Perez - SESC Pinheiros, São Paulo, Brasil;[104]
- 2007 Cenas Pétreas - instalação da exposição Ópera das Pedras - cenografia Ary Perez - SESC Araraquara, Araraquara, Brasil;[105]
- 2008 Olho Quartzo - instalação da exposição Ópera das Pedras - cenografia de Ary Perez - SESC Santo André, Santo André, Brasil;[105]
- 2008 IF - coautoria Ary Perez - DRiFT - Waterloopbos: art in nature laboratory - curadoria Karin Van Der Molen e Pat Van Boeckel - The Waterloopbos, Hydraulic Laboratory Kielzog, Marknesse, Holanda;[71]
- 2010 Coração de Ametista (evento paralelo a Ópera das Pedras) - instalação - SESC Ipiranga, São Paulo, Brasil;[5]
- 2011-2013 Into the Realm of Love and Forgiveness - convidada como Art Advisor do evento - Fetzer Institute, Kalamazoo, Michigan, Estados Unidos;[10]
- 2018 Pedra Brasilis - site-specific - parceria LoebCapote Arquitetura - iluminação Guinter Parschalk - Matriz Natura Cosméticos, Cajamar, Brasil;
- 2020 Banquete da Terra - Unbreakable: Women in Glass - curadoria Nadja Nomain e Koen Vanmechelen - Fondazione Berengo Art Space, Veneza, Itália;[75]

#### Publicações
- CAMPOS, Haroldo de & MILAN, Denise. Cadumbra. [S.I.]: Edição Difusão Cultural do Livro, 1997;[142]
- CANTON, Katia & MILAN, Denise. Contos que brotam das florestas - Na trilha dos irmãos Grimm. [S.I.]: Difusão Cultural do Livro, 1997. ISBN 978-85-3680-831-4;[143]
- MILAN, DENISE. Arte Pública, publicação do Primeiro e do Segundo Seminários de Arte Pública em São Paulo. [S.I.]: Sesc SP, 1998;
- MILAN, Denise & PEREZ, Ary. Americas' Courtyard. [S.l.]: Edição Difusão Cultural do Livro, 2001. ISBN 85-7338-479-4;
- MILAN, Denise. Améfrica. São Paulo. [S.l.]: Edição Banco do Brasil, 2003. ISBN 85-90001-01-6;
- MILAN, Denise. Fumaça da terra: uma história contada por Ruth Geni Donário. [S.l.]:  Edição do Autor, 2006. ISBN 85-906826-0-9;
- GUIMARÃES, Marco A. & MILAN, DENISE. Ópera das Pedras. [S.I.]: Sesc SP, 2006. CB 78-98444-700-11-1;
- MILAN, Denise. Ópera das Pedras - O espetáculo da Terra. [S.I.]: Edição Sesc SP, 2010. ISSN 2176-6010;
- MATOS, Olgária & MILAN, Denise. Gema da Terra - Imaginação estética e hospitalidade. [S.l.]:  Edição Sesc SP, 2010. ISBN 978-85-9811-295-4;
- MILAN, Denise. A Pedra Azul. [S.l.]: Edição Editora Saraiva, 2011. ISBN 978-85-0212-411-0;
- AMADEO, Javier; MATOS, Olgária & MILAN, Denise. Diálogo das Civilizações: cultura e passagens. [S.l.]: Edição Editora Unifesp, 2017. ISBN 978-85-5571-014-8;
- MILAN, Denise. Linguagem da pedra. São Paulo. Edição do autor, 2018. ISBN 978-85-9068-263-9;
- MILAN, Denise. Pedra: o universo escondido. São Paulo. Edição BEI  Editora, 2018. ISBN 978-85-7850-098-6;[144]

#### Trabalhos realizados a partir das criações da artista
- 2019 Vidas Preciosas de Heliópolis - lançamento do CD Vidas Preciosas de Heliópolis, com a participação das crianças envolvidas no projeto Espetáculo da Terra, junto com o grupo de hip-hop Avante O Coletivo, a partir do libreto Ópera das Pedras de Denise Milan, e a atuação de Badi Assad, Marina de la Riva e Júnior Almeida - Museu de Arte Moderna de São Paulo (MAM-SP), São Paulo, Brasil;[145]
- 2019 Vidas Preciosas de Heliópolis - pré-lançamento e exibição do curta-metragem Engage Earth de James Choi, seu olhar sobre o particular trabalho de Denise Milan com as pedras que levou a um programa de arte-educação em Heliópolis, o Espetáculo da Terra, que atendeu mais de quinze mil pessoas entre crianças, adolescentes, professores, orientadores, educadores - Museu de Arte Moderna de São Paulo (MAM-SP), São Paulo, Brasil;[145]
- 2020 Pedra - enredo de Rosa Magalhães - inspiração no livro “Pedra – O Universo Escondido”, de Denise Milan, publicado pela Editora BEI, consulta de todas as páginas, para a criação do enredo da G.R.E.S Estácio de Sá - Carnaval do Rio de Janeiro, Rio de Janeiro, Brasil;[146]
- 2020 Engage Earth de James Choi - participação em festival internacional do curta-metragem sobre o particular trabalho de Denise Milan com as pedras que levou a um programa de arte-educação em Heliópolis, o Espetáculo da Terra, que atendeu mais de quinze mil pessoas entre crianças, adolescentes, professores, orientadores, educadores - Festivais em que participou: Side Walk Film Festival (seleção especial), Birmingham, EUA; L.A. Shorts International Film Festival (exibição), Los Angeles, EUA; BIFF - Beloit International Film Festival, Beloit, EUA; Tallgrass Film Festival!, Nova Iorque, EUA; Chilliwack  Independent Festival (exibição), Chilliwack, Canadá; Livable Plant Film Festival (formato online).[147][148][149]